# Capela do Senhor da Praça
Capela do Senhor da Praça é uma capela barroca em Rates, no Município de Póvoa de Varzim, em Portugal.
A pequena capela é datada de 1745. Em 2006, durante o restauro ao retábulo lateral da capela (do século XVII) foi descoberta uma pintura representando um calvário. O retábulo era da Igreja de São Pedro de Rates, transferida para ali durante as obras de recuperação da igreja em 1939, que retirou muitos dos elementos não românicos da igreja.